# 정성훈 (1968년)
정성훈(鄭聖勳, 1968년 9월 14일 ~ )은 대한민국의 전직 축구 선수이다. 현역 시절 포지션은 수비수였다.